# هنري بوروز
هنري بوروز (بالإنجليزية: Henry Burroughs)‏ هو لاعب كرة قاعدة أمريكي، ولد في 3 فبراير 1845 في نيوآرك في الولايات المتحدة، وتوفي في 31 مارس 1878.

## وصلات خارجية
- هنري بوروز على موقعبيزبول رفرنس.كوم (الدوري الرئيسي) (الإنجليزية)